# Faema

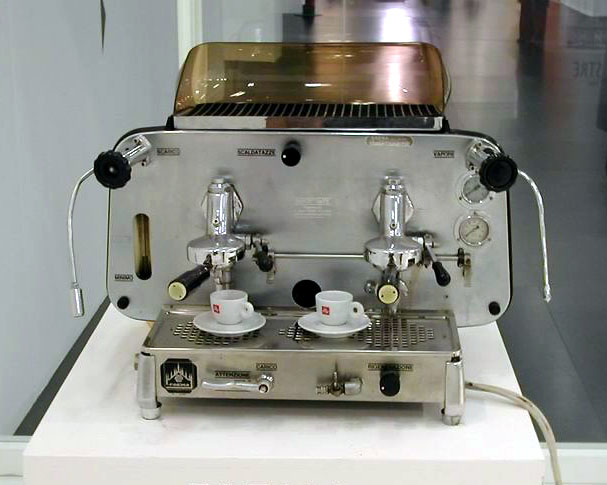
La mythique Faema E61, première machine à pompe électromagnétique sortie en 1961.

FAEMA (acronyme en italien de : Fabbrica Apparecchiature Elettromeccaniche e Affini) est une entreprise italienne productrice de machines à expresso, basée à Binasco, dans la province de Milan. C'est une entreprise du groupe Cimbali. 

## Historique
Faema est fondée en 1945 par Carlo Ernesto Valente, à Milan en Italie. 
L'entreprise est également connue comme sponsor de deux équipes cycliste dans les années 1960. La première est emmenée par Charly Gaul et Rik Van Looy entre 1955 et 1962. La deuxième, au service d'Eddy Merckx de 1968 à 1970 connaîtra des plus grands succès, notamment sur le Tour de France 1969.